# تسکین استرس (اداره)
«تسکین استرس» (به انگلیسی: Stress Relief) یک قسمت دو بخشی از مجموعۀ تلویزیونی کمدی آمریکایی اداره است. این قسمت دو بخشی قسمت‌های چهاردهم و پانزدهم فصل پنجم و قسمت‌های کلی ۸۶ و ۸۷ سریال را تشکیل می‌دهد. هر دو قسمت توسط جفری بلیتز کارگردانی شده و توسط  پل لیبرشتاین، که نقش توبی فلندرسون را نیز در سریال بازی می‌کند، نوشته شده‌است.
در این قسمت، دوایت در دفتر آتشی روشن می‌کند تا مهارت‌های آتش نشانی دفتر را آزمایش کند، اما وقتی استنلی دچار حمله قلبی می‌شود، همه چیز بد و بدتر می‌شود و باعث می‌شود که مایکل راه‌هایی برای کاهش استرس در دفتر پیدا کند، از جمله شوخی زننده با خودش. در همین حال، اندی، جیم و پم یک فیلم دانلود شده غیرقانونی را در محل کار تماشا می‌کنند که جک بلک ، جسیکا آلبا و کلوریس لیچمن بازیگران آن هستند و پم به بحث اخیر والدینش می‌پردازد که باعث شده پدرش به طور موقت با او و جیم زندگی کند.
هر دو بخش «تسکین استرس» در ابتدا با هم در ۱ فوریه ۲۰۰۹ از ان‌بی‌سی بلافاصله پس از پخش سوپر بول ۴۳ توسط ان‌بی‌سی پخش شد. به همین خاطر نویسندگان و تهیه کنندگان اداره که به دنبال جذب بینندگان جدید برای سریال بودند در انتظار افزایش بینندگان بودند. ستاره‌های مهمان بلک، آلبا و لیچمن با شخصیت‌های اصلی درون سریال در ارتباط نیستند، بلکه در یک فیلم درون این قسمت ظاهر می‌شوند. خالق اداره، گرگ دنیلز، گفت که این کار را برای این انجام دادند تا این قسمت به واقعیت بیشتر نزدیک باشد.
این قسمت به طور کلی نقدهای مثبتی دریافت کرد و مجله تایم آن را بهترین قسمت تلویزیونی در بین تمام سریال‌ها در سال ۲۰۰۹ اعلام کرد. این قسمت مورد علاقۀ بسیاری از طرفداران سریال است. بسیاری از مفسران به طور ویژه‌ای صحنه‌ی کلد اوپن و پر هرج و مرج ابتدایی قسمت را ستایش کردند، که در آن دوایت با آتش‌سوزی شبیه‌سازی‌شده به عنوان بخشی از نمایش ایمنی پیچیده، همکارانش را وحشت زده می‌کند. بر اساس تحقیقات رسانه‌ای نیلسن «رهایی از استرس» در طول پخش اولیه، از آنجایی که بعد از سوپر بول پخش شد، با ۲۲٫۹ میلیون بیننده، پربیننده ترین قسمت اداره بود. این قسمت برندۀ جایزۀ جوایز امی ساعات پربیننده برای کارگردانی برجسته برای یک سریال کمدی و نامزدی دیگر برای تدوین برجسته با فیلمبرداری تک دوربین برای یک سریال کمدی دریافت کرد.